# Hall Cabin
 (mars 2020).
Pour les articles homonymes, voir Hall.
La Hall Cabin est une cabane américaine située dans le comté de Swain, en Caroline du Nord. Protégée au sein du parc national des Great Smoky Mountains, elle est inscrite au Registre national des lieux historiques depuis le 30 janvier 1976.